# ローヌ氷河
ローヌ氷河（ローヌひょうが、英: Rhone Glacier又はRhône Glacier、独: Rhonegletscher）は、スイス・アルプスに存在する氷河の1つである。ローヌ川の水源でもあり、スイス・ヴァレー州の西端にあるレマン湖の主要な水源となっている。氷河はフルカ峠に近く、周辺に道路などが整備されているため、簡単に近づくことができる。

## 地理
ローヌ氷河は、ウルナー・アルプス山脈で最大の氷河である。氷河の南には、ローヌ川の水源もある。Undri Triftlimi（3,081m）は、トゥリフト氷河に接続している。氷河はグリムゼル峠とフルカ峠の間に位置し、ヴァレー州の北端で、オーバーヴァルトの一部でもある。ダンマシュトック（3,630m）は、氷河の上にある最も高い山である。
一帯には高山帯の沖積平野があり、カラマツ属の森林などの様々な湿潤または乾燥地の植生がある。ハイイロイワシャコ、クロライチョウ、コシジロイソヒヨドリなど25種の鳥類の営巣地として、2005年にラムサール条約登録地となった。

## 移り変わり

ローヌ氷河の移り変わり。
縦軸：高低差
横軸：年
緑線：1879年からの堆積量
赤線：1年の移り変わり

ローヌ氷河は、古くから近づくのが容易であったため、19世紀以来、氷河の様子が記録されてきた。この記録によれば、ローヌ氷河は後退中であり、この120年間で1300mも短くなったことが判っている。なお、氷河が無くなった場所には、氷河が削り取って氷の中に含まれていたモレーンが残されている。

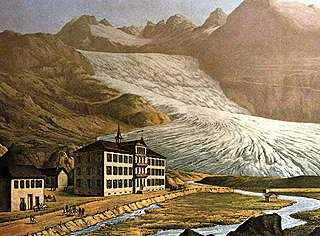
1870年
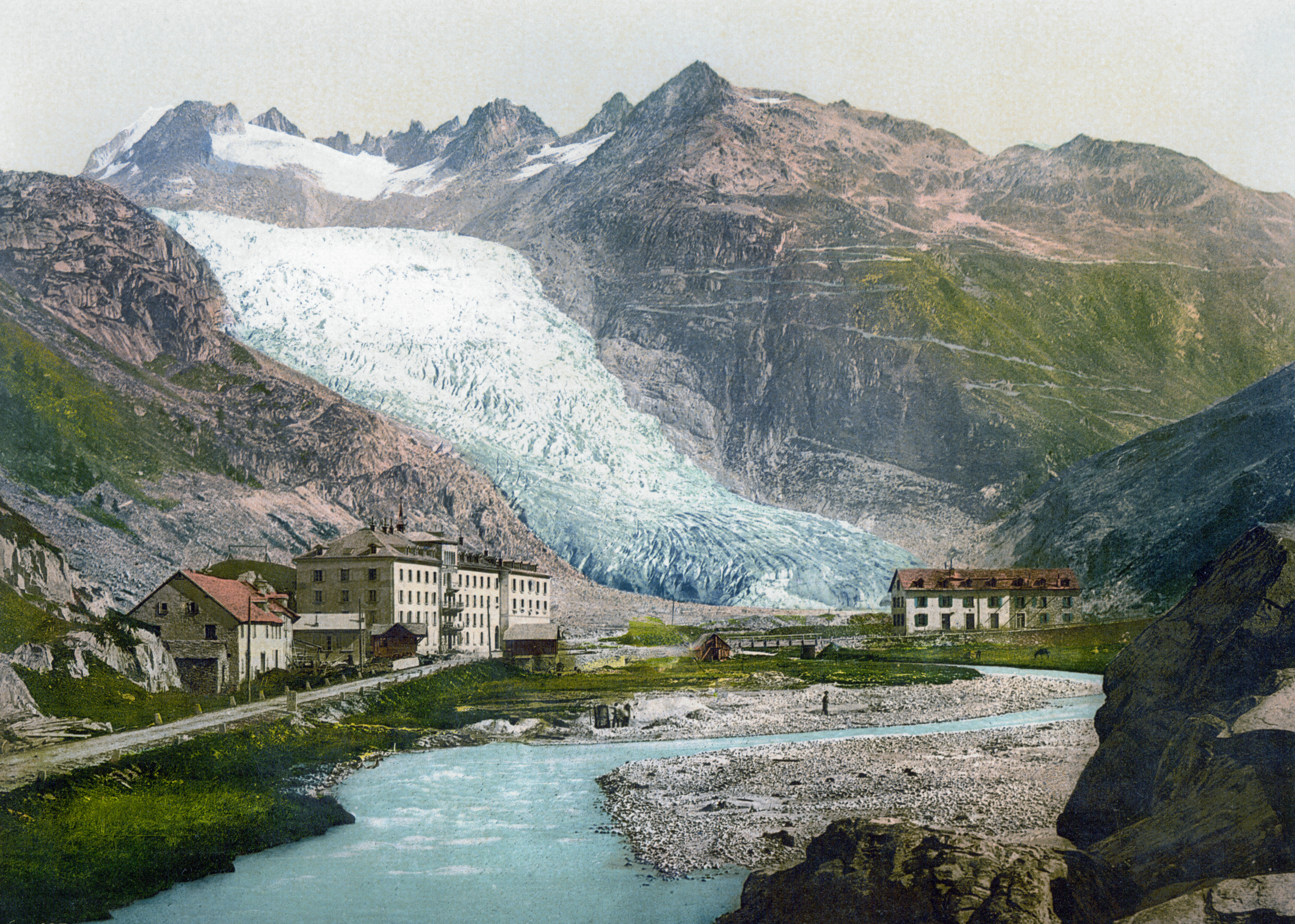
1900年
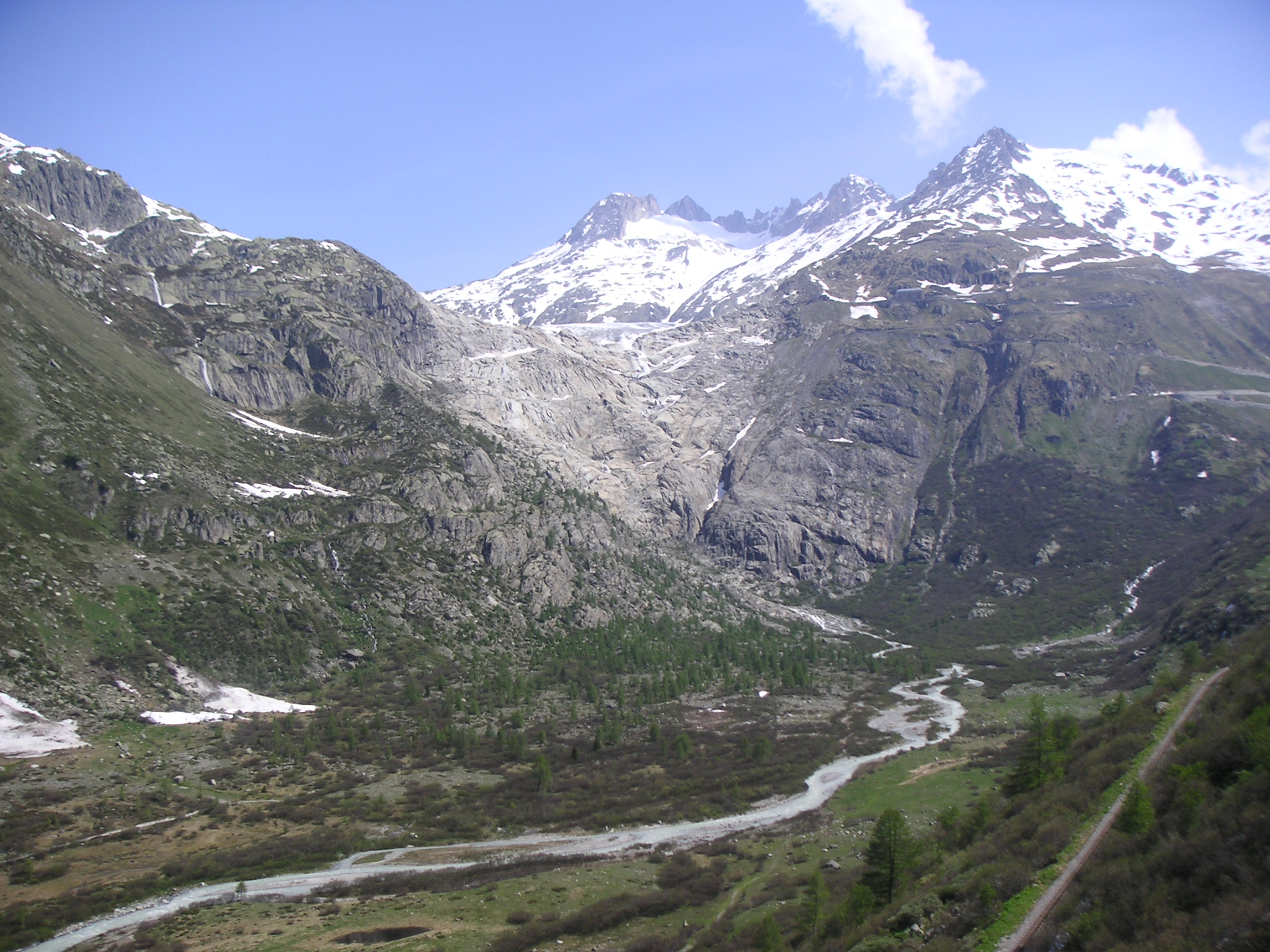
2005年
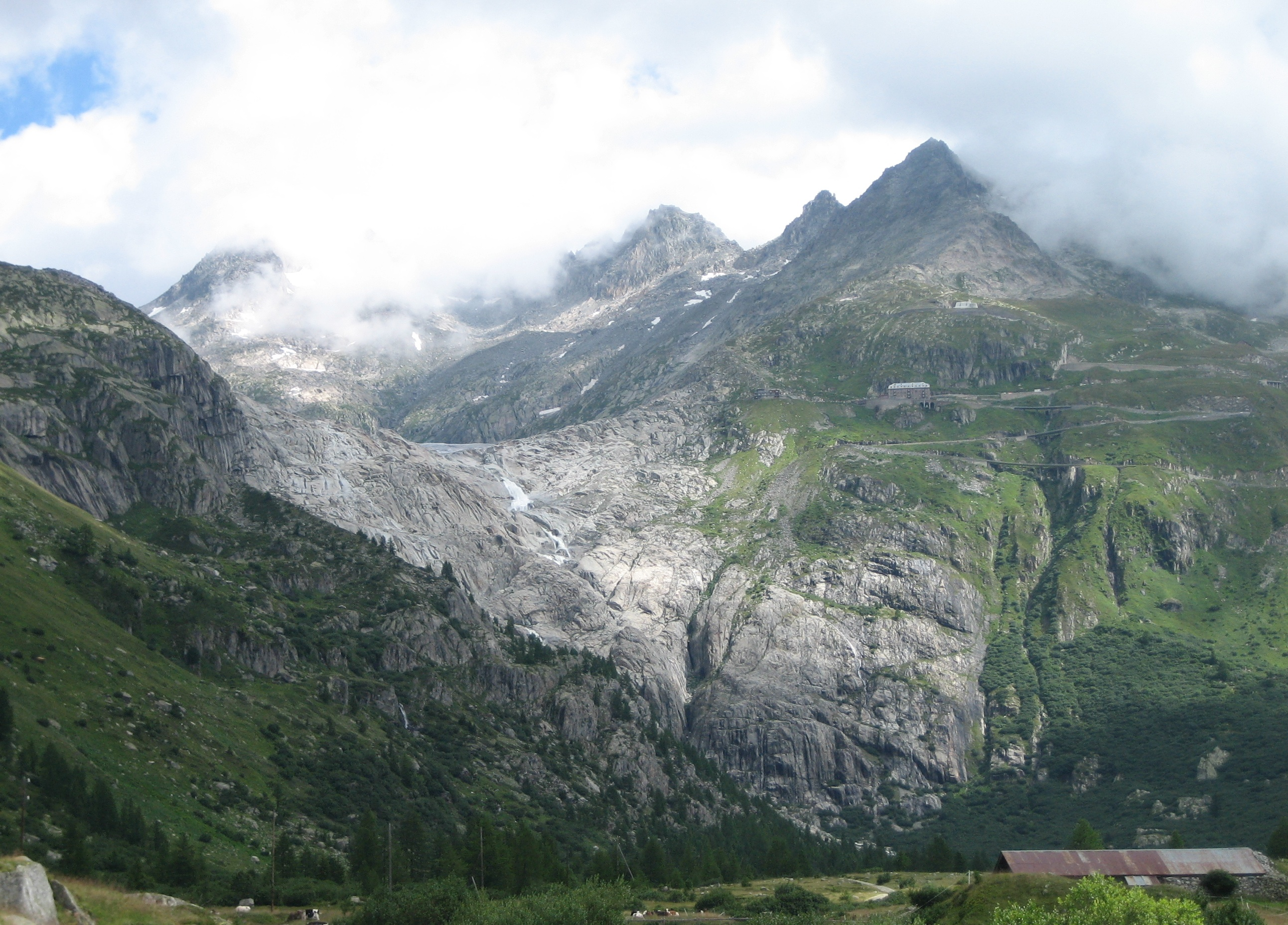
2008年
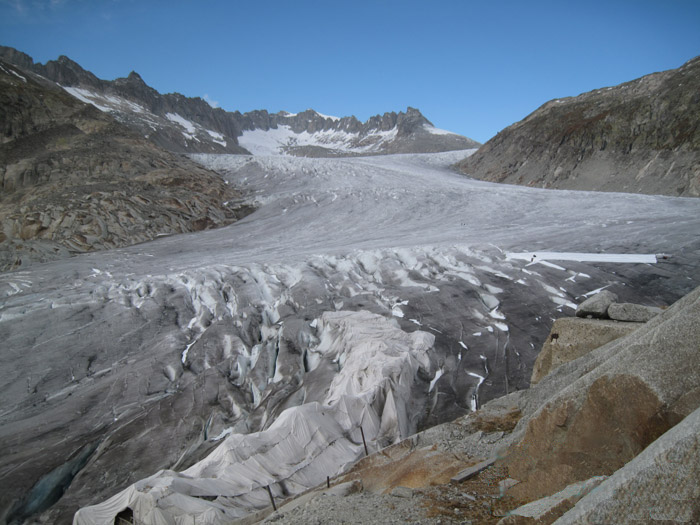
2010年